# Shulefloden
Shulefloden eller Shule He (疏勒河) är en flod i Kina. Floden rinner från Tibetanska högplatån nordväst mot Lop Nor. Den ligger i den nordvästra delen av landet, 2 000 km väster om huvudstaden Peking.
Lämningarna efter kinesiska muren från Handynastin följer Shuleflodens södra strand.